# 保大夏宫

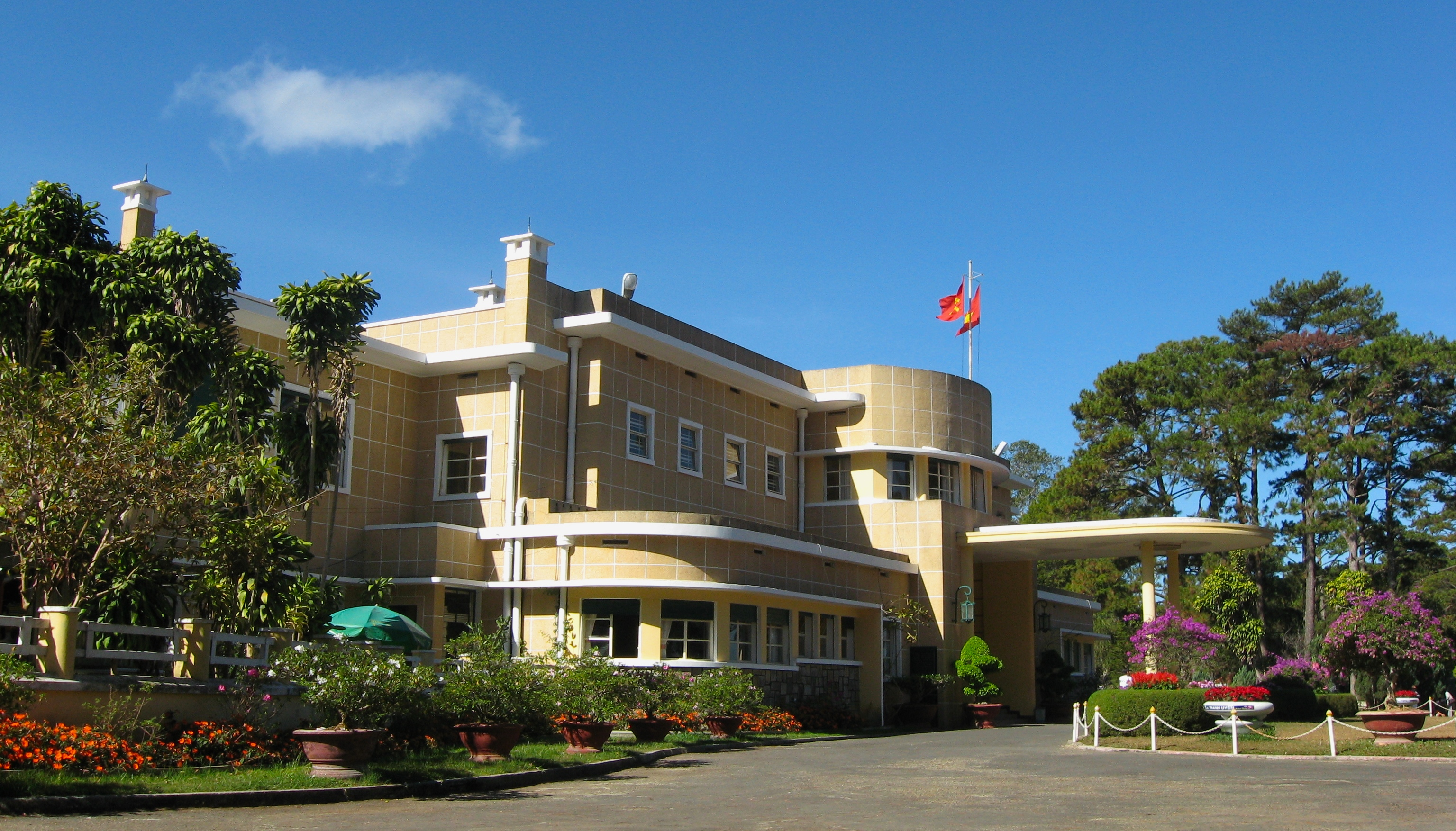
保大夏宫

保大夏宫（Dinh Bảo Đại）是保大皇帝一家在越南林同省大叻的住所，兴建于1933年到1938年，由法国建筑师以及黄晋发设计。

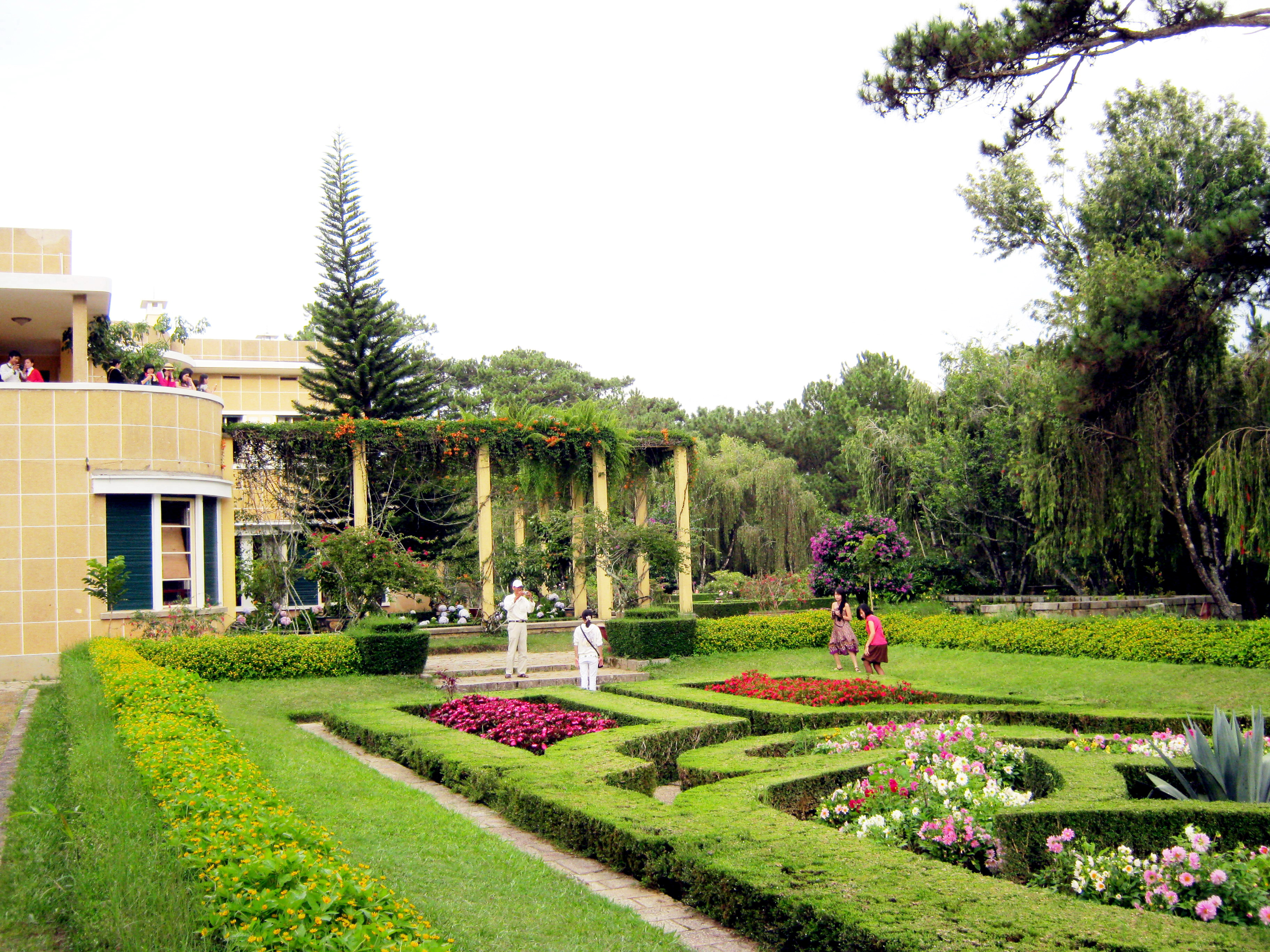
花园

保大夏宫位于大叻的山顶，是一座巨大的两层平顶建筑。一楼为宴会、接待大厅、办公室，图书馆，会议室等，二楼用于家庭活动，包括保大皇帝、南芳皇后以及王子、公主的卧室。
保大流亡到法国后，该建筑曾作为吴廷琰、阮文绍等政府高层的住所。

## 图片

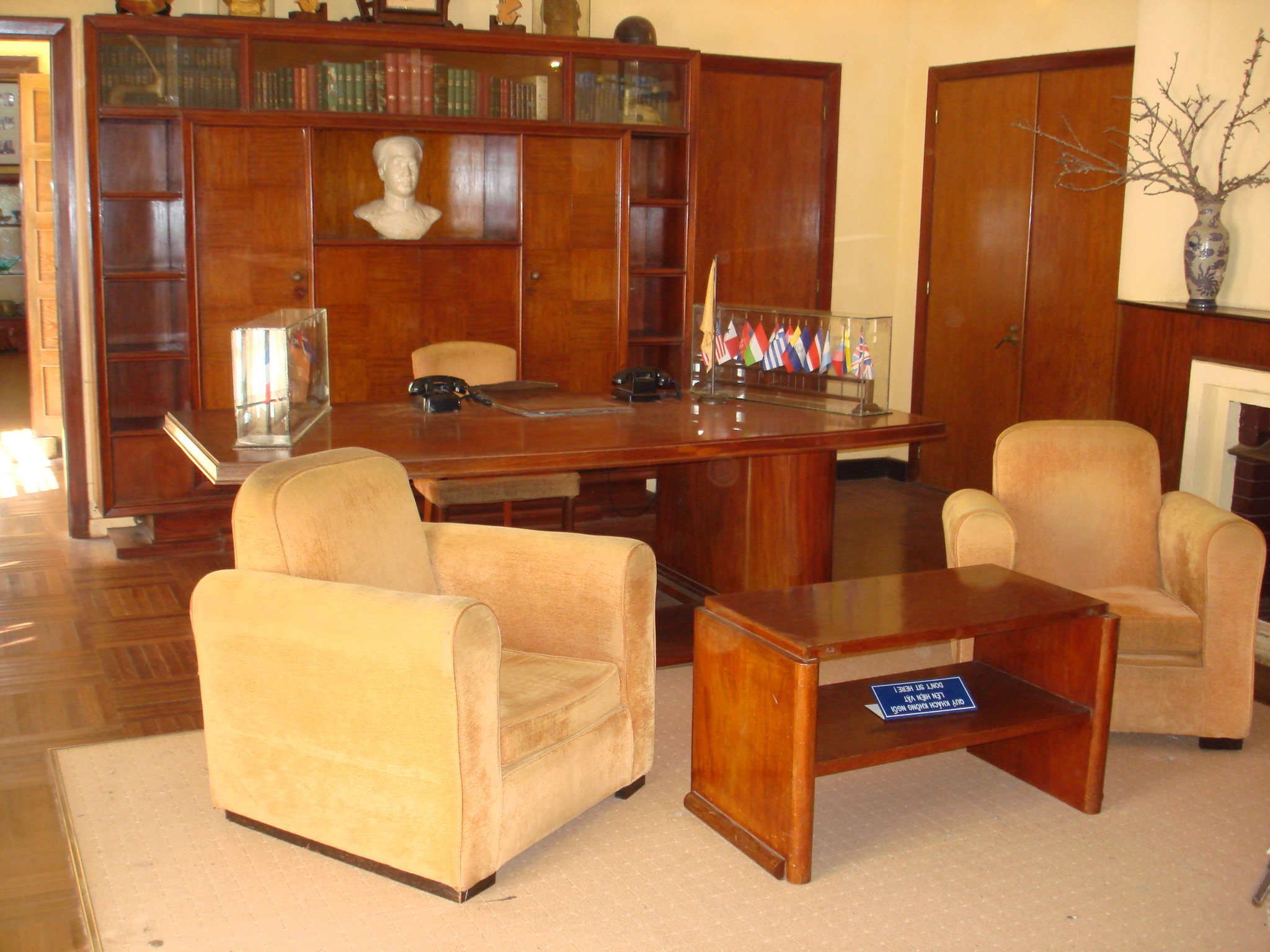
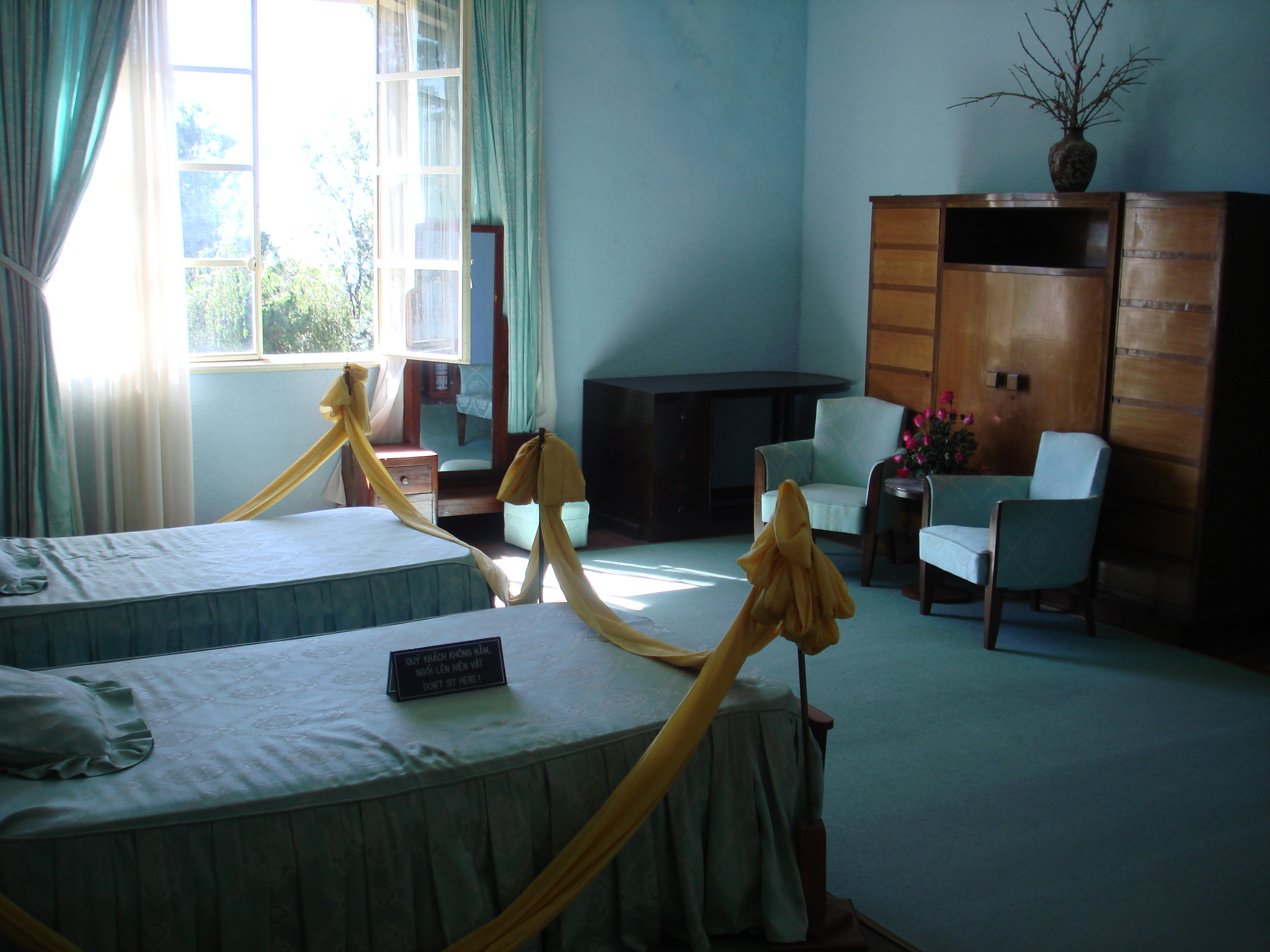
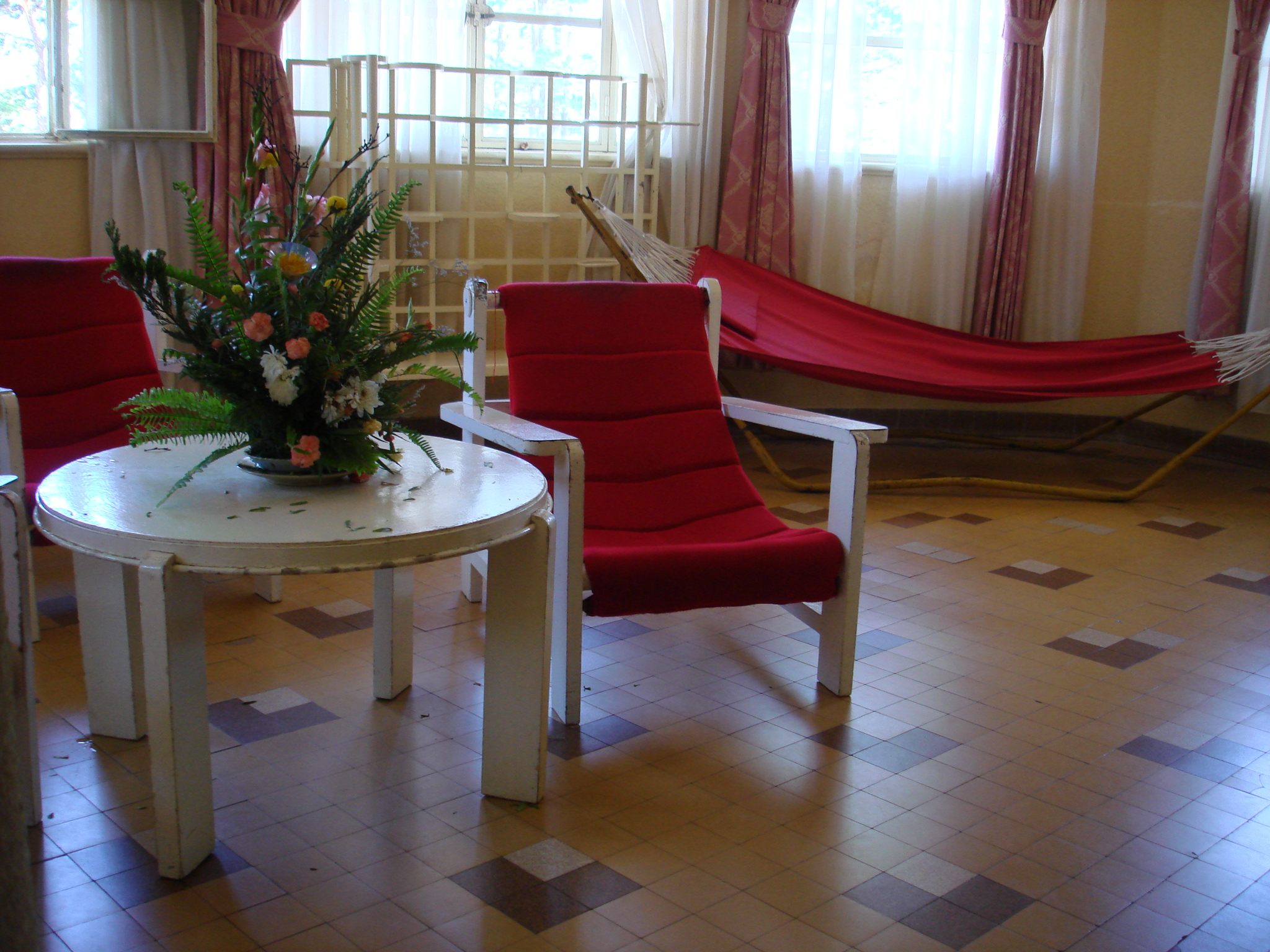
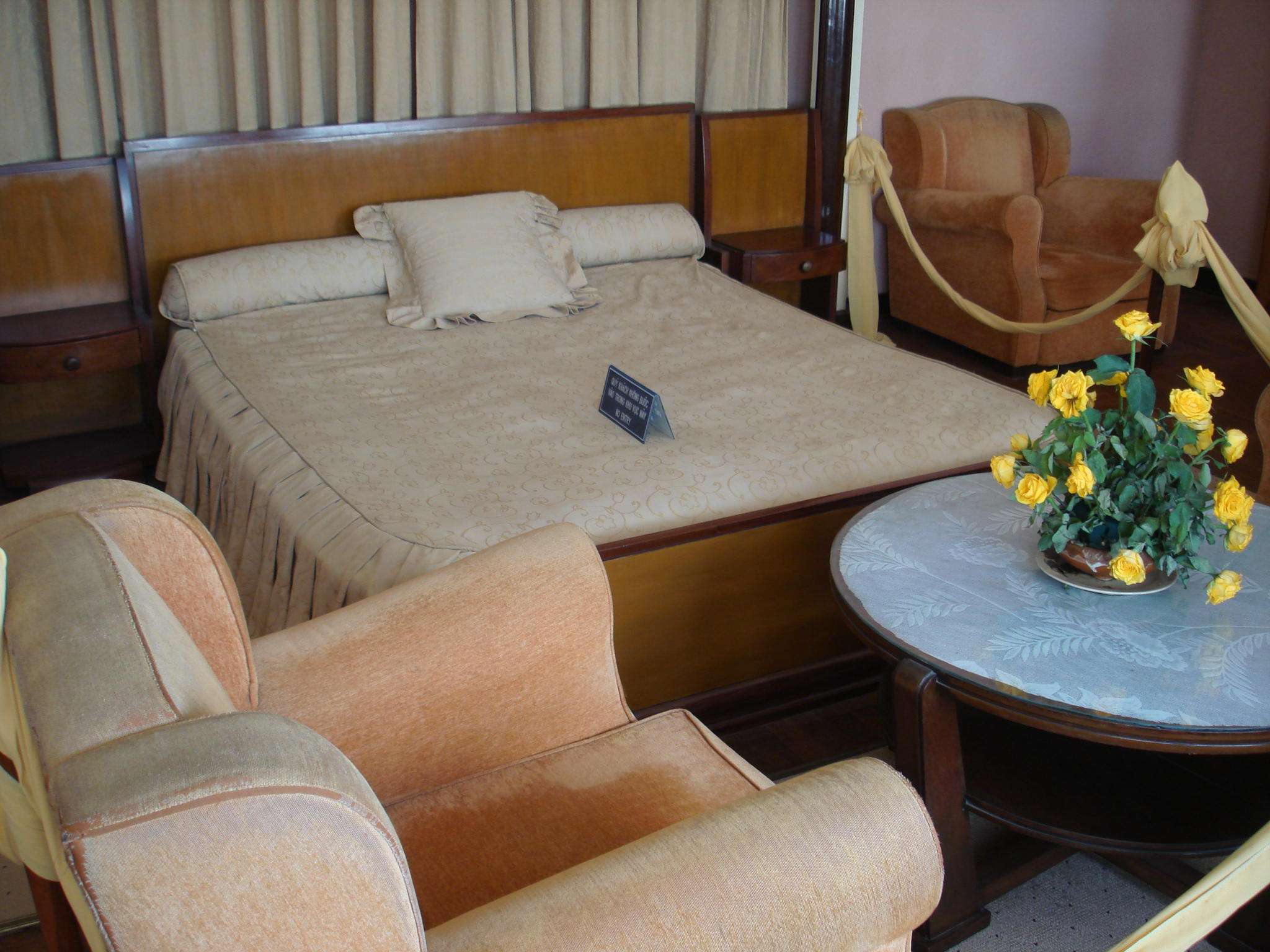
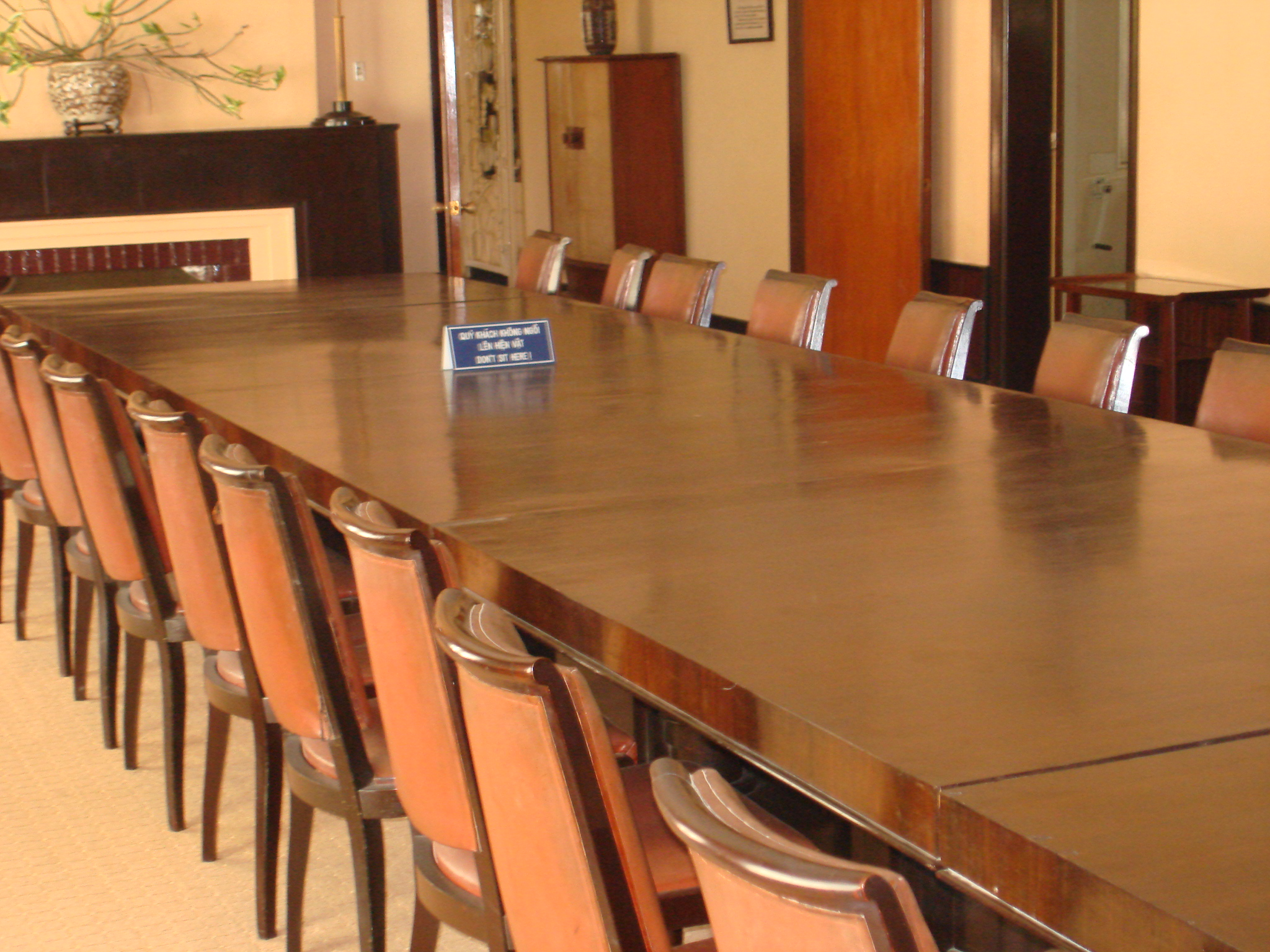
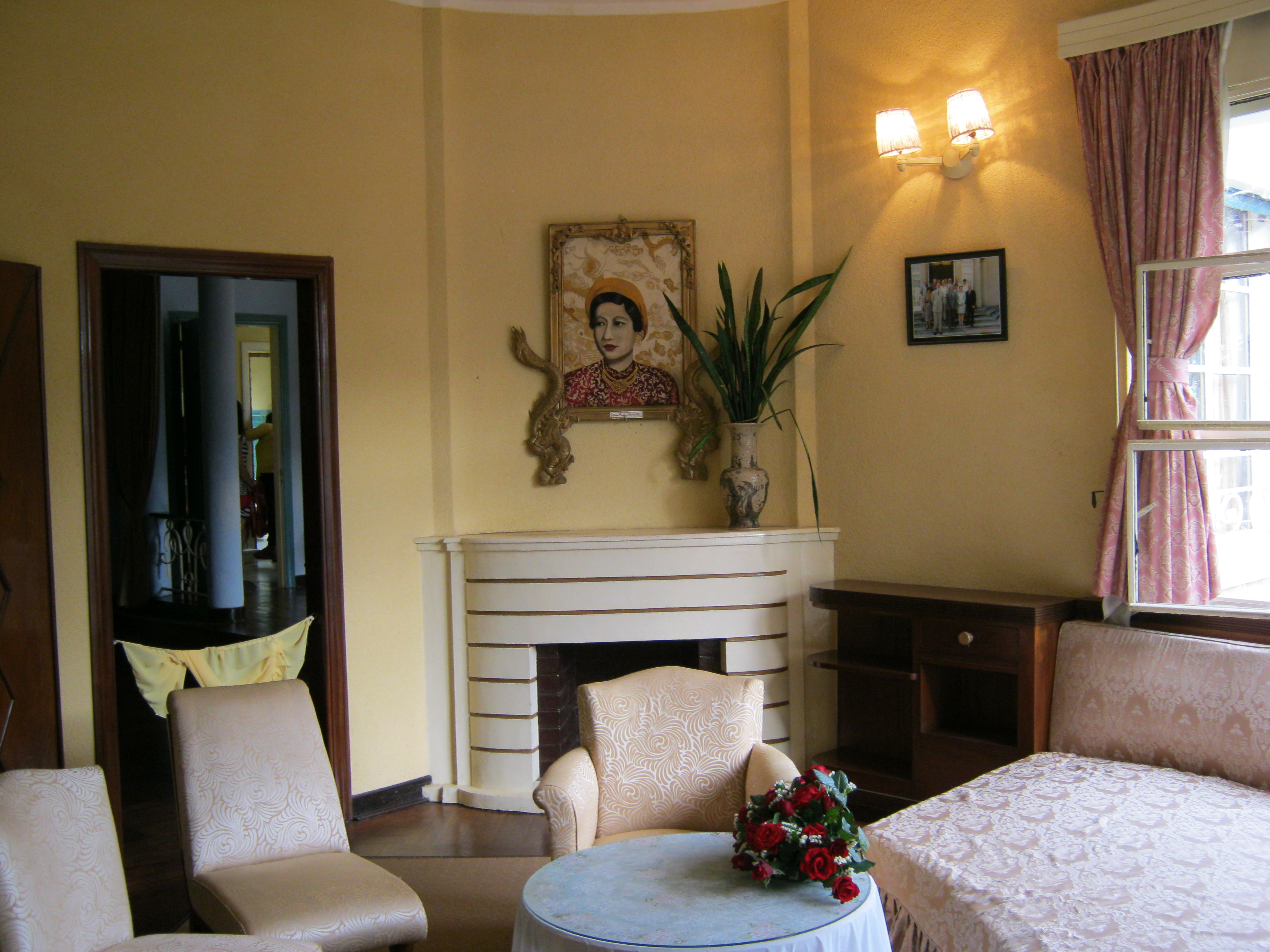